# Văn chức
Văn chức (phồn thể: 文職 - tiếng Anh: Academician) là tên một cơ quan văn phòng và cũng là tên chức trong cơ quan này vào thời chúa Nguyễn.
Văn chức chuyên phụ trách việc văn phòng trong phủ chúa như soạn thảo chiếu, chỉ, sắc, dụ, chế, v.v.
Thời kỳ đầu khi vào trấn thủ Đàng Trong, các chúa Nguyễn tránh tiếng tiếm quyền vua nên không lập Hàn lâm viện, lập cơ quan Văn chức là cơ quan thay mặt Hàn lâm viện tại Đàng Trong.  Tên cơ quan Văn chức cũng là tên chức Văn chức, ví dụ Văn chức Nguyễn Hữu Dật, Văn chức Nguyễn Cư Trinh.
Năm 1744, khi chúa Võ Vương Nguyễn Phúc Khoát xưng vương, cơ quan Văn chức được đổi tên thành Hàn lâm viện.  Tương tự Văn chức, Hàn lâm viện thời chúa Nguyễn là tên cơ quan và đồng thời là tên chức, ví dụ Hàn lâm viện Nguyễn Quang Tiền.  Chức Hàn lâm viện được dùng từ năm 1744 đến 1827 khi vua Nguyễn Minh Mạng cải tổ quan chế triều Nguyễn, chuẩn định cơ quan Hàn lâm viện, và bãi bỏ chức Hàn lâm viện trong viện cùng tên này.